# Sobótka
Sobótka (in tedesco Zobten am Berge) è un comune urbano-rurale polacco del distretto di Breslavia, nel voivodato della Bassa Slesia.
Ricopre una superficie di 135,35 km² e nel 2004 contava 12 325 abitanti.